# ألفرد رووي
ألفرد رووي (بالإنجليزية: Alfred Rowe)‏ (1 يوليو 1837 - 12 مارس 1921) هو لاعب كريكت بريطاني (وحمل سابقاً جنسية المملكة المتحدة لبريطانيا العظمى وأيرلندا).